# Sue Terry
Sue Terry (* 1959) ist eine amerikanische Jazzmusikerin (Saxophone, Komposition).

## Leben und Wirken
Terry, die durch die Plattensammlung ihres Vaters zum Jazz kam, spielte ab dem sechsten Lebensjahr Akkordeon. Sie begann mit neun Jahren auf der Klarinette, um mit zwölf zum Altsaxophon zu wechseln. Sie studierte an der Hartt School der University of Hartford. Jackie McLean ermutigte sie, nach New York City zu ziehen, wo Clifford Jordan, Junior Cook und Barry Harris ihre Mentoren wurden. Nach ihrer Ankunft in New York in den 1980er Jahren war sie als Solistin in den Bands von Charli Persip, Clifford Jordan, Walter Bishop junior und Jaki Byard tätig, später mit der National Symphony, Brooklyn Philharmonic und den New York Pops. Sie arbeitete zudem mit Billy Taylor, Clark Terry, Al Jarreau, Chaka Khan, George Duke, Barry Harris, Hilton Ruiz, Irene Reid, Dr. John, Teri Thornton, Mike Longo und Howard Johnson. Sie trat beim Montreux Jazz Festival, dem North Sea Jazz Festival und Pori Jazz auf; 2016 leitete sie gemeinsam mit Vladyslav Sendecki einen Workshop bei TraveJazz.
Terry legte seit 1993 als Leiterin Alben wie Gilly's Caper, Pink Slimy Worm und Bandleader 101 vor. Weiterhin ist sie auf Alben von Joe McMahon, Bobby Sanabria, Jaki Byard, Fred Ho, Diva sowie karibischen Bands zu hören. Mit Peggy Stern veröffentlichte sie das Album Art of the Duo (1995). Terry ist zudem die Autorin von Practice Like the Pros und einigen anderen Lehrbüchern.